# تازة كند قشلاق (مراغة)
تازة كند قشلاق هي قرية في مقاطعة مراغة، إيران. عدد سكان هذه القرية هو 938 في سنة 2006.